# Сражение при Джарлов рид
Сражението при Джарлов рид е бой между чети на Вътрешната македоно-одринска революционна организация, начело с Иванчо Карасулийски срещу османски аскер.
Иванчо Карасулията загива заедно с цялата си чета през 1905 година в сражение в местността Джарлов рид край изчезналото днес село Лесково, на гръцки Трия Елата. Спасява се единствено Димитър Колев от Извор. В сражението загиват още двама цивилни, един куриер и един селянин.

## Загинали четници
- Иванчо Карасулийски от Ругуновец
- Гого Киров от Мутулово
- Гошко Стоянов Гошев от Лесково[3]
- Димо Руси от Люмница[4]
- Зафо Йосифов Зафиров от Мачуково[5]
- Мицо Вардаровски от Ругуновец[6]
- Мицо Христов Орджанов от Ругуновец[6]
- Стойко Иванов Юруков от Тушин[7]
- Стойко Христов от Ругуновец[6]
- Танчо Джамбазов от Люмница[4]
- Ташо Христов Гольов от Ореховица[3]
- Христо Пампор от Ошин[4]